# スヴェトラーナ・ブカレワ
スヴェトラーナ・ブカレワ（ロシア語: Светлана Букарева, ラテン文字転写: Svetlana Bukareva, 1981年6月25日 - ）は、ロシア、モスクワ出身の女性フィギュアスケート選手。1999年JGPファイナル3位。

## 経歴
1997-1998年シーズンに創設されたISUジュニアグランプリ（当時の名称はISUジュニアシリーズ）に参戦し、JGPソフィア杯で4位となる。翌1998-1999年シーズンは出場することが出来なかったが、1999-2000年シーズンに再びISUジュニアグランプリに参戦し、JGPクロアチア杯で初表彰台の2位となった。次戦のJGPハーグでは5位に終わったものの、獲得ポイントで8位となりJGPファイナルに初進出を果たした。JGPファイナルではショートプログラムでトップに立ち、フリースケーティングでは4位となったものの、総合で3位となりメダルを獲得した。
2000-2001年シーズン、ロシア選手権ジュニアクラスで2位となるなどしたが、以後国際大会へ出場することはなかった。2001-2002年シーズンを最後に事実上の引退。

## 主な戦績
| 大会/年         | 1996-97 | 1997-98 | 1998-99 | 1999-00 | 2000-01 | 2001-02 |
| --------------- | ------- | ------- | ------- | ------- | ------- | ------- |
| ロシア選手権    | 10      | 12      | 9       | 7       | 2 J     | 8       |
| ネペラ記念      | 1       |         |         |         |         |         |
| JGPファイナル   |         |         |         | 3       |         |         |
| JGPハーグ       |         |         |         | 5       |         |         |
| JGPクロアチア杯 |         |         |         | 2       |         |         |
| JGPソフィア杯   |         | 4       |         |         |         |         |

- J = ジュニアクラス